# Inowłódz (gmina)
Inowłódz est une gmina rurale du powiat de Tomaszów Mazowiecki, Łódź, dans le centre de la Pologne. Son siège est le village d'Inowłódz, qui se situe environ 15 km à l'est de Tomaszów Mazowiecki et 60 km au sud-est de la capitale régionale Łódź.
La gmina couvre une superficie de 98,04 km2 pour une population de 3 879 habitants.

## Géographie
La gmina inclut les villages de Brzustów, Dąbrowa, Inowłódz, Konewka, Królowa Wola, Liciążna, Poświętne, Spała, Teofilów, Wytoka, Żądłowice et Zakościele.
La gmina borde les gminy de Czerniewice, Lubochnia, Opoczno, Poświętne, Rzeczyca, Sławno et Tomaszów Mazowiecki.